# Alter Jüdischer Friedhof Hüls

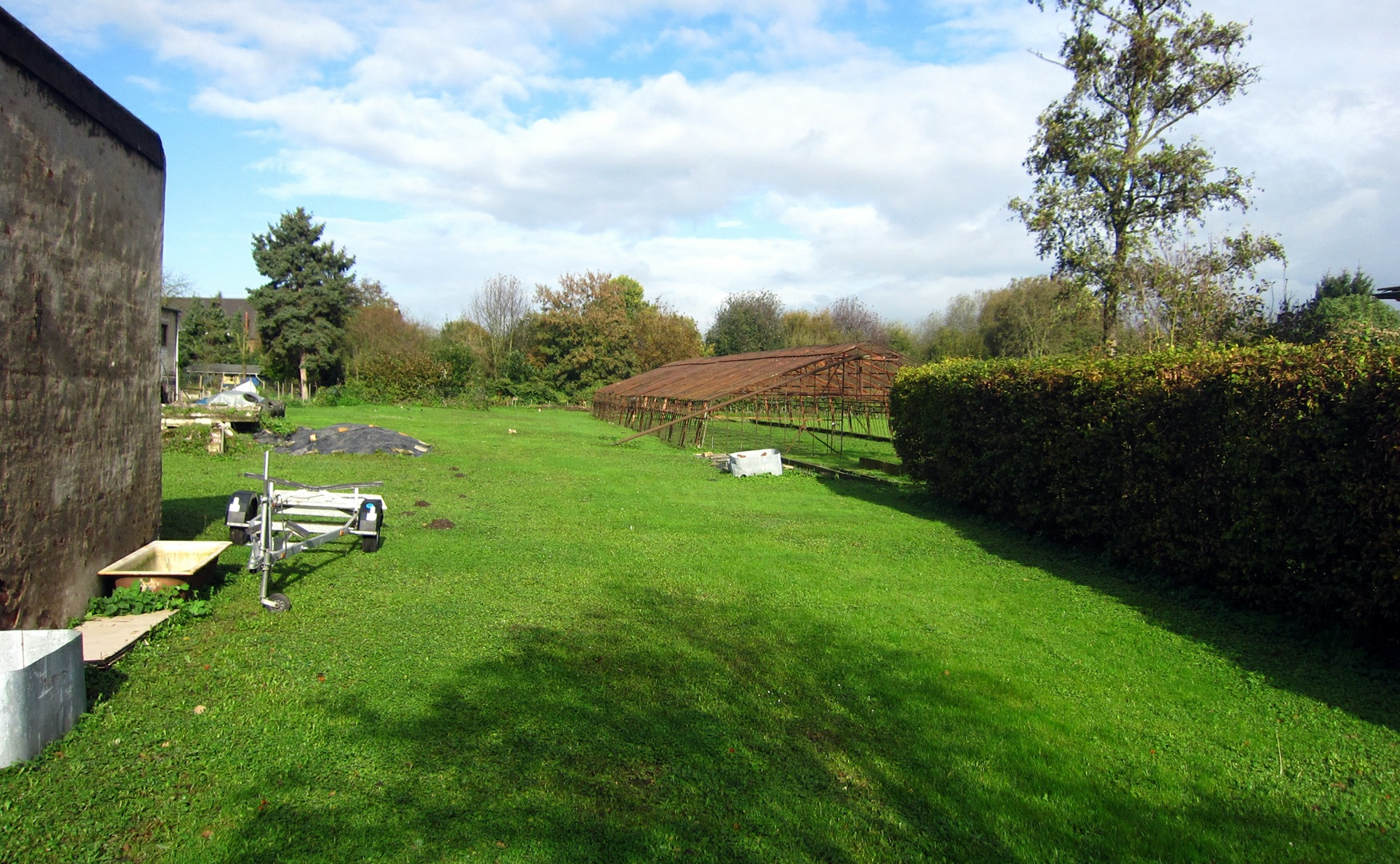
Der frühere jüdische Friedhof im „Meyser Feld“ in Krefeld-Hüls befand sich einst im Bereich links der Bildmitte.

Der Alte Jüdische Friedhof in Hüls, einem Stadtteil von Krefeld in Nordrhein-Westfalen, wurde vermutlich seit dem 17. Jahrhundert bis 1890 belegt. Nachfolger des alten jüdischen Friedhofs an der heutigen Klever Straße (ehemals Moersische Straße im „Meyser Feld“) ist der seit 1891 belegte jüdische Friedhof Am Strathhof, zu dem später auch Grabsteine verbracht worden sein sollen.
Auf der Fläche des heute auf privatem Grund liegenden ehemaligen Begräbnisplatzes sind keine Grabsteine erhalten.